# Frederick Deeming
Frederick Bailey Deeming (ur. 30 lipca 1853, zm. 23 maja 1892) – marynarz, podejrzewa się, iż był Kubą Rozpruwaczem.

## Życiorys
Mieszkał w Sydney w Australii z żoną Marie i czwórką dzieci. 15 grudnia 1887 r. miał w sądzie rozprawę z powodu bankructwa. Został skazany na 2 tygodnie więzienia i po odbyciu kary, aby uniknąć wierzycieli, zbiegł do Kapsztadu w Południowej Afryce. Wkrótce zaczęła go poszukiwać tamtejsza policja pod zarzutem oszustwa. Odesłał rodzinę do Anglii, a sam udał się do dopiero co założonego miasta Johannesburg. Tam jego ślad się urwał i jego losy w okresie między marcem 1888 i październikiem 1889, kiedy miały miejsce morderstwa, są nieznane. Ponownie pojawił się w Kingston upon Hull w Anglii pod nazwiskiem Henry Lawson, jednym z wielu, którymi się posługiwał. Już jako „zawodowy” oszust postanowił na nowo zacząć życie ze swoją żoną. Przeprowadził się z rodziną w lipcu 1891 do Rainhill w Anglii. Skończyło się to zabójstwem żony i dzieci, którym poderżnął gardła w czasie snu 11 sierpnia 1891. W sąsiedztwie przedstawił się jako kawaler, a swoją rodzinę jako siostrę i jej dzieci, łatwo więc było wyjaśnić ich zniknięcie. Zaczął się zalecać do Emily Mathers, córki właściciela domu, którą poślubił 22 września 1891 roku. Młoda para udała się 2 listopada w podróż z Southampton do Wiktorii w Australii, gdzie dotarła 15 grudnia. Deeming zamordował drugą żonę 24 grudnia, zwłoki ukrył w fundamentach wynajętego domu i uciekł. Ciało zostało wkrótce znalezione i w wyniku śledztwa odkryto także szczątki pierwszej żony i dzieci. Deeminga aresztowano 11 marca 1892 roku i po procesie powieszono. Australijczycy byli pewni, że był on Kubą Rozpruwaczem – ponoć znał Catherine Eddowes i korespondował z nią, lecz nie jest to pewna informacja.